# Sal DeRosa
Salvatore "Sal" DeRosa (ur. 10 sierpnia 1931 w Pignataro Maggiore, zm. 2 marca 2014 w Getzville) – włosko-amerykański trener piłkarski. Mistrz ligi NASL sezonu 1970.

## Kariera trenerska
Sal DeRosa uczył się grać w profesjonalną piłkę w rodzinnym Naples, jednak kontuzja kości uniemożliwiła DeRosie czynne uprawianie sportu. Po zakończeniu kariery piłkarskiej został trenerem wojskowej reprezentacji Włoch oraz asystentem trenera olimpijskiej reprezentacji Włoch.
Następnie w 1967 roku wyjechał do Stanów Zjednoczonych w celu kontynuowania kariery trenerskiej. W 1968 roku został trenerem występującego w ASL Syracuse Scorpions, gdzie jako jedyny w Ameryce był zarówno trenerem, generalnym menedżerem i właścicielem klubu piłkarskiego w jednym czasie.
W 1970 roku został trenerem Rochester Lancers, sprowadzając ze sobą pięciu nowych zawodników, w tym: pomocnika Franka Odoiego i bramkarza Claude Camposa, razem z którymi w sezonie 1970 został mistrzem ligi NASL oraz został wybranym Trenerem Roku w lidze. Zespół prowadził do 1971 roku. W tym samym roku zdobył również Puchar Komisarza NASL.
Pracę trenerską kontynuował w Miami Gatos (następca Washington Darts) w 1972 roku, po czym wrócił na jeden sezon do Rochester Lancers. Następnym klubem w karierze DeRosy był w latach 1979-1980 występujący w halowej lidze NASL Buffalo Stallions, którego również był wiceprezesem. W 1984 roku założył zespół Buffalo Storm występujący w USL, którego był konsultantem technicznym. Potem był konsultantem technicznym Buffalo Blizzard.
Po zakończeniu pracy w profesjonalnym futbolu zajął się rozwojem piłki nożnej w Buffalo.

## Osiągnięcia szkoleniowe
- Mistrz USA: 1970
- Puchar Komisarza NASL: 1970
- Trener Roku w NASL: 1970

## Śmierć
Sal DeRosa zmarł 2 marca 2014 roku w domu opieki w Getzville w stanie Nowy Jork w wieku 82 lat.